# Amathia brasiliensis
Amathia brasiliensis är en mossdjursart som beskrevs av Busk 1886. Amathia brasiliensis ingår i släktet Amathia och familjen Vesiculariidae. Inga underarter finns listade i Catalogue of Life.